# 이흡 (조선)
이흡(李翖, 1615년 ~ 1637년)은 조선의 문신이다. 자는 화중, 호는 우송재, 본관은 우봉이다. 1636년 병자호란 때 참봉으로 있으면서 아버지와 함께 강화도로 가서 의병이 되어 왜적과 싸웠다. 그러나 성이 함락되자 자살하려 했으나 실패하였다. 그는 가족과 함께 피란하던 도중, 다시 왜적을 만나자 아버지와 함께 적에 대항하여 싸웠다. 여기서 아버지가 전사하자 어머니는 적의 포로가 될까 두려워 불 속으로 뛰어들었다. 이때 이영은 화상을 입은 어머니를 구해 내어 업고 도망치다가 적의 화살에 얼굴을 맞고 죽었다. 죽은 뒤 정문이 세워졌으며 지평에 추증되었다.